# District de Higashikunisaki
Le district de Higashikunisaki (東国東郡, Higashikunisaki-gun) est un district de la préfecture d'Ōita au Japon.
Au 1er décembre 2014, sa population était de 2 000 habitants pour une superficie de 6,89 km2.

## Commune du district
- Himeshima